# 컵누들 (오뚜기)
컵누들은 오뚜기가 출시하는 당면형 국수이다.

## 맛
- 컵누들 매콤한 맛
- 컵누들 우동 맛
- 컵누들 매콤찜닭 맛
- 잔치국수
- 김치 잔치국수
- 똠양꿍
- 쌀국수
- 팟타이
- 마라볶음

## 같이 보기
- 당면